# Фантом-2 (гурт)
Фантом-2 (Fantom 2, F2, Fantom II) — український музичний гурт родом з Івано-Франківська, заснований у 1996 році.
Склад гурту:  Роман Матіяш та Ольга Гречко. Напрям музики — євроденс.
Фантом-2 припинив своє існування у 1999 році.

## Історія
Роман був у минулому учасником гурту «Турбо-Техно-Саунд».
Вони стрімко увійшли в український шоу-бізнес і завоювали велику аудиторію прихильників.
У жовтні 1996 року гурт «Фантом-2» випустив свій перший альбом «Зоряні війни» який продався тиражем понад 1 млн аудіокасет. Згодом він був розтиражований компанією NAC.
Під час турне гурту у Херсон у 1996 році, в інтерв'ю для «9 каналу» (нині Суспільне Херсон) Ольга Гречко заявила що вже два роки у стосунках з Романом Матіяшем і про те що пара планує одружитися.
У 1997 році вийшов другий альбом — «Без контролю». Кліп на пісню «Двоє» неодноразово перемагав у хіт-параді «Територія А» та інших.
У середині 90-х вони збирали стадіони, давали по 20 концертів на місяць та виступали на одній сцені з DJ BoBo та гуртом Bad Boys Blue.
У 1998 році Роман Матіяш дав інтерв'ю для Першого Національного, яке було показане у рубриці «Хіт-журнал» програми «Національний Хіт-Парад» (випуск «НХП-98»), у якому заявив що до випуску готується новий альбом, запис якого здійснюється на студії «Кузня» (Коломия), а також про те що дві пісні вже записані і є плани на зйомку відеокліпів.
До 1999 року Гречко та Матіяш розійшлися, а гурт розпався.
Ольга Гречко проживає у Львові, а Роман Матіяш одружився і вже понад 10 років працював тренером із бодибілдингу в спортивному клубі в Україні.
У 2012 році автомобіль збив Романа Матіяша, після чого він переніс операцію з пересадки нирок у Києві.
3 квітня 2017 року на телеканалі «Вежа» вийшло інтерв'ю з Романом Матіяшем у програмі «Франківці» (70 випуск), у якому Роман повідомив що до нього часто зверталися з проханням надати дозвіл на переспівування пісень гурту, і, зрештою, він вирішив надати права на переспів іншим музикантам, зокрема гурту Флайза.
Щирість. На той час у музиці звучали такі моменти, які були цікаві Україні, як країні, що відроджується. Нарешті всі зрозуміли, що далі все буде не так, як в Радянському Союзі. Що ми самостійні, у нас є своя музика. І на той момент так і було. Це було дуже потужне творче підняття, потрясіння. Музика сама складалась. Написання пісень не викликало труднощів. Тоді ще не було ротацій, розкруток. Достатньо було просто сподобатись людям і тебе піднімали під промені софітів.— Франківці. Випуск 70. Роман Матіяш [Фантом-2]
8 липня 2017 року внаслідок ускладнень зі здоров'ям Роман Матіяш помер. 10 липня 2017 року на церемонії прощання в Івано-Франківську були присутні Ольга Гречко та Василь Вірастюк.

## Дискографія

#### Зоряні війни (1996)[11]
1. Intro
2. Двоє
3. Я досягну
4. Хмари
5. Там, де птахи
6. Територія А
7. Фонограма часу
8. Зоряні війни
9. Не втрачай надії

#### Без контролю (1997)[12]
1. Intro
2. Без контролю
3. Капітошка Mix
4. Подивись
5. Вітер
6. Зоряні вітрила
7. Майже реально
8. Там ти знайдеш удачу
9. Хто ти, людино?
10. Зоряні вітрила (інструментал)
11. Outro

#### Невидане (2020)[13]
1. Це все назавжди
2. Зима (переспів «Зима пройшла» від Хвилю тримай[14])
3. Починай (переспів «Cause the night» від Radiorama[15])
4. Двоє (remix)

## Відеокліпи
- Двоє (1996)[16]
- Я досягну (1997)[17]

Кліп «Я досягну» був знятий на Скелях Довбуша, що у  Івано-Франківській області, певний час вважався втраченим, але був знайдений та оцифрований у травні 2023 року.

## Фільм
У квітні 2023 року було анонсовано створення повнометражного фільму «Фантом», біографічна мюзикл-драма про Фантом-2, та створено сайт фільму для організації краудфандингової кампанії.
- Автор ідеї: Владислав Кібол;
- Режисери-постановники: Артем Верзілов, Віталій Миронов;
- Другий режисер: Нікіта Петляк;
- Продюсер: Владислав Кібол;
- Оператор: Єгор Швець;
- Художник: Вікторія Лактіонова;
- Сценаристи: Владислав Кібол, Ольга Криклива;
- Звукорежисер: Георгій Курбанов.

У рамках підготовки фільму записано відеоінтерв'ю з братом Романа Матіяша.

## Цікаві факти
- У редакцію програми «Територія А» для голосування в хіт-параді було надіслано спільний лист, з підписами 700 засуджених Лук'янівської в'язниці, з наступним текстом: “Ми, в'язні Лук'янівської тюрми, віддаємо всі свої голоси за кліп нової групи Фантом-2” [24].